# امامزاده امیرحاضر
امامزاده امیرحاضر، روستایی از توابع بخش مرکزی شهرستان بهبهان در استان خوزستان ایران است.
این روستا شرقی ترین نقطه استان خوزستان از لحاظ مختصات جغرافیایی و مسکونی بودن است.

## جمعیت
این روستا در دهستان دودانگه قرار دارد و براساس سرشماری مرکز آمار ایران در سال ۱۳۸۵، جمعیت آن زیر سه خانوار بوده‌است.